# Muxe (cidade)
Muxe (em turco: Muş; em curdo: Mûs; em arménio: Մուշ) é uma cidade e distrito do leste da Turquia, capital da província homónima, na região da Anatólia Oriental. O distrito tem 2 818 km² de área e em dezembro de 2021 tinha 198 578 habitantes (densidade: 70,5 hab./km²), dos quais 116 070 na cidade.
No passado, o nome ou respetiva grafia romanizada teve várias variantes, como Mush, Moush, Mouch ou Mosh.
A região foi dominada sucessivamente por diversas civilizações ao longo da história, como o Reino de Urartu, os medos, persas, arménios, bizantinos, seljúcidas e otomanos. A cidade data do século VI e abriga as ruínas de duas cidadelas, bem como do caravançarai Aslanhane. Foi considerada um dos primeiros centros da civilização arménia e até à década de 1960 contava com duas antigas igrejas. Ainda conserva diversas mesquitas do período seljúcida, como as mesquitas de Aladim Paxá, Haji Serefe e Ulu.

## Composição
O distrito de Muxe é formado por nove municípios (belediye) e 98 vilas (köy):
Municípios
- Caraachele (Karaağaçlı)
- Quercoi (Kırköy)
- Quezelache (Kızılağaç)
- Conucbecler (Konukbekler)
- Muxe
- Serinova
- Sungu
- Iaiguene (Yaygın)
- Iexilova (Yeşilova)

Vilas
- Aacheleque (Ağaçlık)
- Aarte (Ağartı)
- Aele (Ağıllı)
- Aconaque (Akkonak)
- Acpenar (Akpınar)
- Alagune (Alagün)
- Alanichi (Alaniçi)
- Alijane (Alican)
- Aliguedique (Aligedik)
- Arecoi (Arıköy)
- Arpaiaze (Arpayazı)
- Axaesezma (Aşağısızma)
- Axaeiongale (Aşağıyongalı)
- Aidoane (Aydoğan)
- Baquechecoi (Bahçeköy)
- Balcelar (Balcılar)
- Besparmaque (Beşparmak)
- Bileque (Bilek)
- Bostanquente (Bostankent)
- Boiunjuque (Boyuncuk)
- Bozbulute (Bozbulut)
- Carmane (Harman)
- Chatebaxe (Çatbaşı)
- Jevizlidere (Cevizlidere)
- Calejique (Kalecik)
- Caraache (Karaağaç)
- Carabei (Karabey)
- Caracopru (Karaköprü)
- Caracuiu (Karakuyu)
- Caramexe (Karameşe)
- Carledere (Karlıdere)
- Caialessu (Kayalısu)
- Caiaxeque (Kayaşık)
- Chichecli (Çiçekli)
- Chourlu (Çöğürlü)
- Chucurba (Çukurbağ)
- Cosque (Köşk)
- Cunluja (Kumluca)
- Cutlugune (Kutlugün)
- Derejique (Derecik)
- Dereiurte (Dereyurt)
- Dilinli (Dilimli)
- Doratem (Donatım)
- Dunlussu (Dumlusu)
- Durugoze (Durugöze)
- Eirmeche (Eğirmeç)
- Equinduzu (Ekindüzü)
- Elchiler (Elçiler)
- Elejacoi (Ilıcaköy)
- Eralane (Eralanı)
- Erenjique (Erencik)
- Golcoi (Gölköy)
- Gudunlu (Güdümlü)
- Gumuxali (Gümüşali)
- Gundoane (Gündoğan)
- Iamache (Yamaç)
- Iarpuzlu (Yarpuzlu)
- Iazla (Yazla)
- Ielalane (Yelalan)
- Ioncaleoz (Yoncalıöz)
- Iorejique (Yörecik)
- Iujetepe (Yücetepe)
- Iocaresezma (Yukarısızma)
- Iucareiongale (Yukarıyongalı)
- Inarde (İnardı)
- Merjimecale (Mercimekkale)
- Mesjitli (Mescitli)
- Mexejique (Meşecik)
- Murategorene (Muratgören)
- Nadasleque (Nadaslık)
- Ortaquente (Ortakent)
- Oimataxe (Oymataş)
- Ozdileque (Özdilek)
- Quechidere (Keçidere)
- Quepeneque (Kepenek)
- Queiebaxe (Kıyıbaşı)
- Queieque (Kıyık)
- Saleque (Sağlık)
- Saredal (Sarıdal)
- Savaschelar (Savaşçılar)
- Soujaque (Soğucak)
- Suboiu (Suboyu)
- Sudurae (Sudurağı)
- Suluja (Suluca)
- Surugudene (Sürügüden)
- Suvarane (Suvaran)
- Tabanle (Tabanlı)
- Tandoane (Tandoğan)
- Taxoluque (Taşoluk)
- Tequiol (Tekyol)
- Topracale (Toprakkale)
- Tutene (Tüten)
- Uchedere (Üçdere)
- Ucheveler (Üçevler)
- Uchesserte (Üçsırt)
- Ulucaia (Ulukaya)
- Xenoba (Şenoba)
- Ziarete (Ziyaret)